# 최성국 (축구 선수)
최성국 (崔成國, 1983년 2월 8일 ~ )은 대한민국의 전 축구 선수로서 포지션은 윙어였다.

## 개요
서울특별시 출생으로 동곡초등학교, 역곡중학교, 정명고등학교를 거쳐 고려대학교를 중퇴하였다. 개인기가 좋아 환상적인 드리블로 상대 수비 2~3명을 쉽게 따돌리는 점이 디에고 마라도나와 닮았다는 점에 착안하여 '리틀 마라도나'라는 별명이 붙었다.

## 클럽 경력
2003년 울산 현대에 입단하여, 그 해 K리그 준우승에 공헌하였다. 2005년 J리그의 가시와 레이솔에 임대되었으나, 만족스러운 활약을 하지 못한 채 5개월 뒤 울산으로 복귀하였다. 울산 현대 호랑이로 복귀한 뒤 그 해 K리그 우승에 공헌하였고, 2006년 K-리그 컵 득점왕에 올랐다. 2007년 1월 17일 성남 일화 천마로 이적하여, 그 해 K리그 준우승에 공헌하였다. 2008년 8월 2일에는 대한민국과 일본 프로 축구 사상 첫 올스타 맞대결인 'JOMO CUP 2008'의 MVP를 차치하였다.
2008년 12월 22일] 광주 상무에 입대하였고, 등번호 10번을 받았다. 그는 제대 후 성남 일화 천마로 복귀하여 2010 시즌 4경기를 소화하였다.
2011년 1월 10일, 수원 삼성 블루윙즈가 최성국의 영입을 공식 발표했다. 수원에 입단한 후, 2011년 3월 5일 서울과의 2011 시즌 개막전에서 데뷔전을 치렀다. 2011년 4월 15일 강원전에서 데뷔골을 기록하였다.

### K리그 승부 조작
2011년 5월 승부조작 사건이 터진 후 최성국은 승부조작 근절을 위한 K리그 전 구단 전 선수가 참여하는 워크숍에서 "부끄러움이 있다면 이 자리에 있지 않는다. 솔직히 웃어 넘길 수 있었으나 계속 들으니 지치기도 했다"라며 또 "모르는 전화는 받지도 않는다. 부끄러움 없이 정직하게 살았다"라고 하면서 승부 조작을 극구 부인하였다. 그러나 2011년 6월 28일 광주 상무 소속 시절 승부조작에 참여했다고 자진 신고하였다. 게다가 브로커 역할까지 한 것으로 밝혀졌다. 더 이상 축구계에 발을 딛을 수 없게 영구 제명되었으나, 마케도니아의 FK 라보트니치키에 입단하여 축구 선수로서의 생명을 이어가고자 하였다. 그러나 2012년 3월 16일(한국시간), FIFA가 최성국의 모든 선수 활동을 세계적으로 정지시키는 영구제명을 결정함으로써 축구 선수로서의 삶은 끝나게 된다.

## 국가대표 경력
2003년 3월 29일 콜롬비아와의 친선경기에서 데뷔하여, 2007년 AFC 아시안컵 등에 참가하였다.
2007년 AFC 아시안컵에서 예선 1차전 사우디아라비아전에서 헤더 슛으로 선제골을 기록하는 등 대한민국의 4강에 공헌하였다.

## 그 외
2005년 1월 피자나라 치킨공주 TV CF를 찍어 축구팬들에게 화제가 되었다. 2005년 12월 곽선혜와 결혼하여 2006년 12월 첫 아들이 태어났다.
영구제명을 당한 이후 2012년 6월 26일 성남시 분당구의 한 병원에 사무직으로 취직하였고 지금은 그만둔 상태이다.
2013년 12월 27일 음주운전을 하다가 경찰에 적발된 적이 있다. 이 때 당시 혈중 알코올 농도는 면허 정지에 해당하는 0.086%로 나타났다.
2014년 현재 최성국은 어느 한 사회인 야구단에서 활동하고 있다. 2016년 7월 축구선수 최성국·김동현을 협박했던 30대 남성이 6년만에 기소 되었다. 그와 동시에 2016년 7월 징계가 끝나는것과 관련하여 복귀 의사를 밝혔지만 프로축구연맹과 대한축구연맹은 아직 영구제명에 대해 경감의사가 없는것으로 입장을 표명했다
2016년 4월 스포빌의 축구해설위원으로 영입되었다.
2023년 3월 28일 대한축구협회의 사면 조치에 따라 축구계에서 복권되는 듯했으나, 축구 팬들의 반발로 철회됐다.

## 수상

### 국가대표
- 2007년 AFC 아시안컵 3위

### 클럽

#### 울산 현대
- K리그 : 2005
- 슈퍼컵 : 2006
- A3 챔피언스컵 : 2006

#### 성남 일화 천마
- K리그 : 2007
- AFC 챔피언스리그 : 2010

### 개인
- FA컵 득점왕 : 2001
- K리그 컵 득점왕 : 2006
- 조모컵 2008 MVP : 2008
- 대통령 표창장 : 2002
- 진주MBC배 최우수 선수 : 2000
- 올해의 프로축구 대상 프로스펙스 특별상 : 2004